# İnal Batu
İnal Batu (* 24. September 1936 in Ankara; † 5. August 2013 in Istanbul) war ein türkischer Diplomat, Politiker und Abgeordneter der türkischen Nationalversammlung.

## Leben
İnal Batu wurde 1936 in Ankara als Sohn des Politikers Selahattin Batu (1905–1973) und dessen Ehefrau Neşide geboren. Er studierte Politikwissenschaften im Fachbereich „Diplomatie und Außenbeziehungen“ an der Fakultät für Politikwissenschaften der Universität Ankara und machte 1960 seinen Abschluss.
Anschließend trat er in den diplomatischen Dienst ein und arbeitete als Botschafter in Lefkoşa, Prag, Mexiko-Stadt, Islamabad und Rom. Von 1993 bis 1995 war er Ständiger Vertreter seines Landes bei den Vereinten Nationen. In dieser Funktion spielte Batu eine wesentliche Rolle bei der UN-Resolution zur Imia-Krise, die 1995 zum Konflikt zwischen Griechenland und der Türkei geführt hatte. Außerdem war Batu stellvertretender Staatssekretär im Außenministerium.
Nach der Parlamentswahl in der Türkei 2002 wurde Batu Abgeordneter der CHP für die Provinz Hatay in der türkischen Nationalversammlung und blieb bis 2007 in dieser Funktion.
Batu war Mitglied und Vizepräsident des Fenerbahçe SK.
Batu starb 2013 in einem Krankenhaus in Istanbul. Er wurde nach einem Totengebet in der Teşvikiye-Moschee auf dem Friedhof Zincirlikuyu in Istanbul bestattet.

## Familie
İnal Batu war verheiratet mit Nevra Batu. Das Paar hatte eine Tochter, die Schauspielerin Pelin Batu, und einen Sohn.